# Paraxenisaurus
Paraxenisaurus (che significa "strana lucertola") è un genere di dinosauro teropode deinocheiride vissuto nell'odierno Messico tra 73 e 72,1 milioni di anni fa, durante il Campaniano (Cretaceo superiore).
Durante gli anni '90 furono scoperti alcuni fossili di ornitomimosauro in tre siti nella Formazione Cerro del Pueblo, nello stato di Coahuila. Due decenni dopo, questi resti furono identificati come appartenenti ad un nuovo taxon nordamericano. Nel 2020 i fossili furono descritti dai paleontologi messicani Claudia Inés Serrano-Brañas, Belinda Espinosa-Chávez, Sarah Augusta Maccracken, Cirene Gutiérrez-Blando, Claudio de León-Dávila e José Flores Ventura come la specie tipo Paraxenisaurus normalensis. Il nome generico deriva dal greco paráxenos, "strano". Il nome specifico si riferisce alla Benemérita Escuela Normal de Coahuila, un istituto di formazione per insegnanti dove erano stati depositati i fossili. L'olotipo, BENC 2/2-001, consiste in uno scheletro parziale privo del cranio. Alla specie sono stati inoltre riferiti quattro campioni aggiuntivi, da individui separati. Il materiale contiene vertebre della spina dorsale, così come un osso della coscia, un astragalo ed elementi delle mani e dei piedi.
La lunghezza di Paraxenisaurus è stata stimata intorno ai 5,7 metri, il suo peso intorno ai seicento chilogrammi.
Un'analisi filogenetica ha permesso di classificare Paraxenisaurus come membro di Deinocheiridae, in una politomia con Deinocheirus e Garudimimus. Sarebbe quindi il primo dinosauro deinocheiride trovato in Nord America.
Rinvenuto nella Formazione Cerro del Pueblo, Paraxenisaurus condivideva l'habitat (probabilmente una pianura costiera) con altri dinosauri quali Coahuilaceratops, Latirhinus e Velafrons.